# Dorożkarz nr 13
Dorożkarz nr 13 – polski film obyczajowy z 1937 roku, z dialogami Stefana Wiecheckiego ps. Wiech i piosenkami Jerzego Jurandota. Najważniejszy film Stanisława Sielańskiego, który zagrał główną rolę.
Plenery: Warszawa.

## Obsada
- Stanisław Sielański – Felek Ślepowroński
- Władysław Grabowski – Jan, przyjaciel Felka
- Jadwiga Andrzejewska – Jadzia
- Mieczysława Ćwiklińska – pani Tarska
- Lena Żelichowska – Krysia, córka Tarskiej
- Mieczysław Cybulski – nauczyciel muzyki Jerzy
- Antoni Różycki – hrabia Wolski
- Stefan Hnydziński – pijak
- Lech Owron – krupier
- Czesław Skonieczny – dyrektor Kozubek
- Julian Krzewiński – wuj Krystyny
- Wincenty Łoskot
- Kazimiera Horbowska
- Stefan Szwarc
- Jadwiga Bukojemska
- Zofia Bajkowska